# Instituto Odeon
Instituto Odeon é uma associação privada de caráter cultural, sem fins lucrativos, que tem a missão de promover a gestão e a produção cultural e artística de excelência, em diálogo com a educação, agregando valor público para a sociedade. O instituto tem sido acusado, no caso de sua administração do Theatro Municipal de São Paulo, incluem irregularidades na captação da Lei Rouanet, divergências nas informações e repasses de bilheteria, compra de passagens aéreas para pessoas que não eram funcionárias do teatro e aquisição de partituras erradas para um recital.

## Histórico
O Instituto foi formado a partir de uma ampliação da Odeon Companhia Teatral, organização criada em 1998.